# Bộ Loa kèn
Bộ Loa kèn (danh pháp khoa học: Liliales, tên cũ Lilia), còn gọi là bộ Hành (theo tên gọi chi Hành - Allium) là một bộ thực vật một lá mầm. Các loài trong bộ này chủ yếu là các loại cây thân thảo, nhưng cũng có dạng dây leo và cây bụi. Chúng chủ yếu là cây lâu năm, với các cơ quan dự trữ thức ăn là thân hành hay thân rễ.
Theo cách tiếp cận hiện đại thì bộ Liliales chứa 10 họ, trong đó họ Corsiaceae là đáng chú ý do họ này chứa các loài thực vật hoại sinh. Bộ này phân bổ rộng khắp thế giới. Các họ lớn hơn cả (với trên 100 loài) chủ yếu phân bổ tại Bắc bán cầu hoặc phân bổ khắp thế giới với trung tâm ở phía bắc. Ngược lại, các họ nhỏ (tới 10 loài) chủ yếu phân bổ ở Nam bán cầu hoặc đôi khi chỉ ở Úc hay Nam Mỹ. Tổng số loài trong bộ này khoảng 1.600 và là tương đối nhỏ.
Giống như các nhóm cây thân thảo khác, các mẫu hóa thạch của bộ Liliales là ít thấy. Người ta chỉ tìm thấy một vài hóa thạch của chúng từ thời kỳ thế Eocen (34-56 triệu năm trước), chẳng hạn như Petermanniopsis anglesaensis hay Smilax, nhưng sự xác định chúng vẫn chưa rõ ràng. Các hóa thạch khác là Ripogonum scandens từ thế Miocen (5-23 triệu năm trước). Do sự khan hiếm dữ liệu, dường như người ta không thể xác định chính xác niên đại và sự phân bổ ban đầu của bộ này. Người ta cho rằng bộ Liliales có nguồn gốc từ giai đoạn cuối kỷ Phấn trắng, khoảng trên 100 triệu năm trước. Sự đa dạng hóa ban đầu thành các họ diễn ra khoảng 48-82 triệu năm trước (Vinnersten và Bremer, 2001).
Loài điển hình của bộ này là hoa loa kèn (huệ tây), mà theo tên gọi khoa học của chi này là Lilium người ta đã đặt tên khoa học cho bộ này.

## Phân loại
Đã từng có thời gian mà rất nhiều chủng loại thực vật được đặt trong bộ này, nhưng kể từ thời kỳ đó thì nhóm này đã được chia nhỏ, với nhiều họ đã chuyển sang các bộ khác và tạo ra hai bộ mới là Dioscoreales (Củ nâu) và Asparagales (Măng tây). Nhiều chi trước đây được phân loại trong họ Loa kèn (Liliaceae) đã được đưa sang các họ khác. Hệ thống APG II (do Angiosperm Phylogeny Group tạo ra) năm 2003 đã xác định 10 họ trong bộ Liliales, nhưng hệ thống APG III năm 2009 dù cũng có 10 họ, nhưng có sự thay đổi một chút; với họ Luzuriagaceae bị sáp nhập vào trong họ Alstroemeriaceae như là phân họ Luzuriageae, đồng thời bổ sung thêm họ Petermanniaceae với chỉ 1 loài duy nhất, tách ra khỏi họ Colchicaceae:
| APG II | APG III |
| --- | --- |
| Alstroemeriaceae Campynemataceae Colchicaceae - Bả chó Corsiaceae Liliaceae - Loa kèn (bao gồm cả họ Calochortaceae cũ) Luzuriagaceae Melanthiaceae (bao gồm cả họ Trilliaceae cũ) Philesiaceae Rhipogonaceae Smilacaceae | Alstroemeriaceae Campynemataceae Colchicaceae Corsiaceae Liliaceae Melanthiaceae Petermanniaceae Philesiaceae Rhipogonaceae Smilacaceae |

Hệ thống phân loại APG được nhiều nhà thực vật học công nhận và sử dụng rộng rãi, nhưng các hệ thống phân loại khác cũng được sử dụng nhiều. Hệ thống Cronquist có ảnh hưởng lớn đưa các họ sau vào trong bộ Liliales:
- Agavaceae - thùa
- Aloaceae
- Cyanastraceae
- Dioscoreaceae
- Haemodoraceae
- Hanguanaceae
- Iridaceae
- Liliaceae
- Philydraceae
- Pontedederiaceae
- Smilacaceae
- Stemonaceae
- Taccaceae
- Velloziaceae
- Xanthorrhoeaceae

## Phát sinh chủng loài
Cây phát sinh chủng loài của bộ Loa kèn so với các bộ thực vật một lá mầm khác lấy theo APG III.
|  | Dioscoreales |
|  |              |
|  | Pandanales   |
|  |              |

|  | Liliales                                                                   |
|  |                                                                            |
|  | \| \| Asparagales \| \| \| \| \| \| Commelinidae (commelinids) \| \| \| \| |
|  |                                                                            |
|  | Asparagales                                                                |
|  |                                                                            |
|  | Commelinidae (commelinids)                                                 |
|  |                                                                            |

|  | Asparagales                |
|  |                            |
|  | Commelinidae (commelinids) |
|  |                            |

|  | Dioscoreales |
|  |              |
|  | Pandanales   |
|  |              |

|  | Liliales                                                                   |
|  |                                                                            |
|  | \| \| Asparagales \| \| \| \| \| \| Commelinidae (commelinids) \| \| \| \| |
|  |                                                                            |
|  | Asparagales                                                                |
|  |                                                                            |
|  | Commelinidae (commelinids)                                                 |
|  |                                                                            |

|  | Asparagales                |
|  |                            |
|  | Commelinidae (commelinids) |
|  |                            |

|  | Dioscoreales |
|  |              |
|  | Pandanales   |
|  |              |

|  | Liliales                                                                   |
|  |                                                                            |
|  | \| \| Asparagales \| \| \| \| \| \| Commelinidae (commelinids) \| \| \| \| |
|  |                                                                            |
|  | Asparagales                                                                |
|  |                                                                            |
|  | Commelinidae (commelinids)                                                 |
|  |                                                                            |

|  | Asparagales                |
|  |                            |
|  | Commelinidae (commelinids) |
|  |                            |

|  | Dioscoreales |
|  |              |
|  | Pandanales   |
|  |              |

|  | Liliales                                                                   |
|  |                                                                            |
|  | \| \| Asparagales \| \| \| \| \| \| Commelinidae (commelinids) \| \| \| \| |
|  |                                                                            |
|  | Asparagales                                                                |
|  |                                                                            |
|  | Commelinidae (commelinids)                                                 |
|  |                                                                            |

|  | Asparagales                |
|  |                            |
|  | Commelinidae (commelinids) |
|  |                            |

|  | Dioscoreales |
|  |              |
|  | Pandanales   |
|  |              |

|  | Liliales                                                                   |
|  |                                                                            |
|  | \| \| Asparagales \| \| \| \| \| \| Commelinidae (commelinids) \| \| \| \| |
|  |                                                                            |
|  | Asparagales                                                                |
|  |                                                                            |
|  | Commelinidae (commelinids)                                                 |
|  |                                                                            |

|  | Asparagales                |
|  |                            |
|  | Commelinidae (commelinids) |
|  |                            |

|  | Dioscoreales |
|  |              |
|  | Pandanales   |
|  |              |

|  | Liliales                                                                   |
|  |                                                                            |
|  | \| \| Asparagales \| \| \| \| \| \| Commelinidae (commelinids) \| \| \| \| |
|  |                                                                            |
|  | Asparagales                                                                |
|  |                                                                            |
|  | Commelinidae (commelinids)                                                 |
|  |                                                                            |

|  | Asparagales                |
|  |                            |
|  | Commelinidae (commelinids) |
|  |                            |

|  | Dioscoreales |
|  |              |
|  | Pandanales   |
|  |              |

|  | Liliales                                                                   |
|  |                                                                            |
|  | \| \| Asparagales \| \| \| \| \| \| Commelinidae (commelinids) \| \| \| \| |
|  |                                                                            |
|  | Asparagales                                                                |
|  |                                                                            |
|  | Commelinidae (commelinids)                                                 |
|  |                                                                            |

|  | Asparagales                |
|  |                            |
|  | Commelinidae (commelinids) |
|  |                            |

|  | Dioscoreales |
|  |              |
|  | Pandanales   |
|  |              |

|  | Liliales                                                                   |
|  |                                                                            |
|  | \| \| Asparagales \| \| \| \| \| \| Commelinidae (commelinids) \| \| \| \| |
|  |                                                                            |
|  | Asparagales                                                                |
|  |                                                                            |
|  | Commelinidae (commelinids)                                                 |
|  |                                                                            |

|  | Asparagales                |
|  |                            |
|  | Commelinidae (commelinids) |
|  |                            |

|  | Dioscoreales |
|  |              |
|  | Pandanales   |
|  |              |

|  | Liliales                                                                   |
|  |                                                                            |
|  | \| \| Asparagales \| \| \| \| \| \| Commelinidae (commelinids) \| \| \| \| |
|  |                                                                            |
|  | Asparagales                                                                |
|  |                                                                            |
|  | Commelinidae (commelinids)                                                 |
|  |                                                                            |

|  | Asparagales                |
|  |                            |
|  | Commelinidae (commelinids) |
|  |                            |

|  | Dioscoreales |
|  |              |
|  | Pandanales   |
|  |              |

|  | Liliales                                                                   |
|  |                                                                            |
|  | \| \| Asparagales \| \| \| \| \| \| Commelinidae (commelinids) \| \| \| \| |
|  |                                                                            |
|  | Asparagales                                                                |
|  |                                                                            |
|  | Commelinidae (commelinids)                                                 |
|  |                                                                            |

|  | Asparagales                |
|  |                            |
|  | Commelinidae (commelinids) |
|  |                            |

|  | Dioscoreales |
|  |              |
|  | Pandanales   |
|  |              |

|  | Liliales                                                                   |
|  |                                                                            |
|  | \| \| Asparagales \| \| \| \| \| \| Commelinidae (commelinids) \| \| \| \| |
|  |                                                                            |
|  | Asparagales                                                                |
|  |                                                                            |
|  | Commelinidae (commelinids)                                                 |
|  |                                                                            |

|  | Asparagales                |
|  |                            |
|  | Commelinidae (commelinids) |
|  |                            |

|  | Dioscoreales |
|  |              |
|  | Pandanales   |
|  |              |

|  | Liliales                                                                   |
|  |                                                                            |
|  | \| \| Asparagales \| \| \| \| \| \| Commelinidae (commelinids) \| \| \| \| |
|  |                                                                            |
|  | Asparagales                                                                |
|  |                                                                            |
|  | Commelinidae (commelinids)                                                 |
|  |                                                                            |

|  | Asparagales                |
|  |                            |
|  | Commelinidae (commelinids) |
|  |                            |

|  | Dioscoreales |
|  |              |
|  | Pandanales   |
|  |              |

|  | Liliales                                                                   |
|  |                                                                            |
|  | \| \| Asparagales \| \| \| \| \| \| Commelinidae (commelinids) \| \| \| \| |
|  |                                                                            |
|  | Asparagales                                                                |
|  |                                                                            |
|  | Commelinidae (commelinids)                                                 |
|  |                                                                            |

|  | Asparagales                |
|  |                            |
|  | Commelinidae (commelinids) |
|  |                            |

|  | Dioscoreales |
|  |              |
|  | Pandanales   |
|  |              |

|  | Liliales                                                                   |
|  |                                                                            |
|  | \| \| Asparagales \| \| \| \| \| \| Commelinidae (commelinids) \| \| \| \| |
|  |                                                                            |
|  | Asparagales                                                                |
|  |                                                                            |
|  | Commelinidae (commelinids)                                                 |
|  |                                                                            |

|  | Asparagales                |
|  |                            |
|  | Commelinidae (commelinids) |
|  |                            |

|  | Dioscoreales |
|  |              |
|  | Pandanales   |
|  |              |

|  | Liliales                                                                   |
|  |                                                                            |
|  | \| \| Asparagales \| \| \| \| \| \| Commelinidae (commelinids) \| \| \| \| |
|  |                                                                            |
|  | Asparagales                                                                |
|  |                                                                            |
|  | Commelinidae (commelinids)                                                 |
|  |                                                                            |

|  | Asparagales                |
|  |                            |
|  | Commelinidae (commelinids) |
|  |                            |

|  | Dioscoreales |
|  |              |
|  | Pandanales   |
|  |              |

|  | Liliales                                                                   |
|  |                                                                            |
|  | \| \| Asparagales \| \| \| \| \| \| Commelinidae (commelinids) \| \| \| \| |
|  |                                                                            |
|  | Asparagales                                                                |
|  |                                                                            |
|  | Commelinidae (commelinids)                                                 |
|  |                                                                            |

|  | Asparagales                |
|  |                            |
|  | Commelinidae (commelinids) |
|  |                            |

Cây phát sinh chủng loài trong nội bộ bộ Loa kèn lấy theo APG III.

| Alstroemeriaceae s.l. | \| \| Luzuriageae (Luzuriagaceae) \| \| \| \| \| \| Alstroemerieae (Alstroemeriaceae s.s) \| \| \| \| |
|                       | \| \| Luzuriageae (Luzuriagaceae) \| \| \| \| \| \| Alstroemerieae (Alstroemeriaceae s.s) \| \| \| \| |
|                       | Luzuriageae (Luzuriagaceae)                                                                           |
|                       | |
|                       | Alstroemerieae (Alstroemeriaceae s.s)                                                                 |
|                       | |

|  | Luzuriageae (Luzuriagaceae)           |
|  |                                       |
|  | Alstroemerieae (Alstroemeriaceae s.s) |
|  |                                       |

| Alstroemeriaceae s.l. | \| \| Luzuriageae (Luzuriagaceae) \| \| \| \| \| \| Alstroemerieae (Alstroemeriaceae s.s) \| \| \| \| |
|                       | \| \| Luzuriageae (Luzuriagaceae) \| \| \| \| \| \| Alstroemerieae (Alstroemeriaceae s.s) \| \| \| \| |
|                       | Luzuriageae (Luzuriagaceae)                                                                           |
|                       | |
|                       | Alstroemerieae (Alstroemeriaceae s.s)                                                                 |
|                       | |

|  | Luzuriageae (Luzuriagaceae)           |
|  |                                       |
|  | Alstroemerieae (Alstroemeriaceae s.s) |
|  |                                       |

| Alstroemeriaceae s.l. | \| \| Luzuriageae (Luzuriagaceae) \| \| \| \| \| \| Alstroemerieae (Alstroemeriaceae s.s) \| \| \| \| |
|                       | \| \| Luzuriageae (Luzuriagaceae) \| \| \| \| \| \| Alstroemerieae (Alstroemeriaceae s.s) \| \| \| \| |
|                       | Luzuriageae (Luzuriagaceae)                                                                           |
|                       | |
|                       | Alstroemerieae (Alstroemeriaceae s.s)                                                                 |
|                       | |

|  | Luzuriageae (Luzuriagaceae)           |
|  |                                       |
|  | Alstroemerieae (Alstroemeriaceae s.s) |
|  |                                       |

| Alstroemeriaceae s.l. | \| \| Luzuriageae (Luzuriagaceae) \| \| \| \| \| \| Alstroemerieae (Alstroemeriaceae s.s) \| \| \| \| |
|                       | \| \| Luzuriageae (Luzuriagaceae) \| \| \| \| \| \| Alstroemerieae (Alstroemeriaceae s.s) \| \| \| \| |
|                       | Luzuriageae (Luzuriagaceae)                                                                           |
|                       | |
|                       | Alstroemerieae (Alstroemeriaceae s.s)                                                                 |
|                       | |

|  | Luzuriageae (Luzuriagaceae)           |
|  |                                       |
|  | Alstroemerieae (Alstroemeriaceae s.s) |
|  |                                       |

|  | Rhipogonaceae |
|  |               |
|  | Philesiaceae  |
|  |               |

|  | Smilacaceae |
|  |             |
|  | Liliaceae   |
|  |             |

|  | Rhipogonaceae |
|  |               |
|  | Philesiaceae  |
|  |               |

|  | Smilacaceae |
|  |             |
|  | Liliaceae   |
|  |             |

| Alstroemeriaceae s.l. | \| \| Luzuriageae (Luzuriagaceae) \| \| \| \| \| \| Alstroemerieae (Alstroemeriaceae s.s) \| \| \| \| |
|                       | \| \| Luzuriageae (Luzuriagaceae) \| \| \| \| \| \| Alstroemerieae (Alstroemeriaceae s.s) \| \| \| \| |
|                       | Luzuriageae (Luzuriagaceae)                                                                           |
|                       | |
|                       | Alstroemerieae (Alstroemeriaceae s.s)                                                                 |
|                       | |

|  | Luzuriageae (Luzuriagaceae)           |
|  |                                       |
|  | Alstroemerieae (Alstroemeriaceae s.s) |
|  |                                       |

| Alstroemeriaceae s.l. | \| \| Luzuriageae (Luzuriagaceae) \| \| \| \| \| \| Alstroemerieae (Alstroemeriaceae s.s) \| \| \| \| |
|                       | \| \| Luzuriageae (Luzuriagaceae) \| \| \| \| \| \| Alstroemerieae (Alstroemeriaceae s.s) \| \| \| \| |
|                       | Luzuriageae (Luzuriagaceae)                                                                           |
|                       | |
|                       | Alstroemerieae (Alstroemeriaceae s.s)                                                                 |
|                       | |

|  | Luzuriageae (Luzuriagaceae)           |
|  |                                       |
|  | Alstroemerieae (Alstroemeriaceae s.s) |
|  |                                       |

| Alstroemeriaceae s.l. | \| \| Luzuriageae (Luzuriagaceae) \| \| \| \| \| \| Alstroemerieae (Alstroemeriaceae s.s) \| \| \| \| |
|                       | \| \| Luzuriageae (Luzuriagaceae) \| \| \| \| \| \| Alstroemerieae (Alstroemeriaceae s.s) \| \| \| \| |
|                       | Luzuriageae (Luzuriagaceae)                                                                           |
|                       | |
|                       | Alstroemerieae (Alstroemeriaceae s.s)                                                                 |
|                       | |

|  | Luzuriageae (Luzuriagaceae)           |
|  |                                       |
|  | Alstroemerieae (Alstroemeriaceae s.s) |
|  |                                       |

| Alstroemeriaceae s.l. | \| \| Luzuriageae (Luzuriagaceae) \| \| \| \| \| \| Alstroemerieae (Alstroemeriaceae s.s) \| \| \| \| |
|                       | \| \| Luzuriageae (Luzuriagaceae) \| \| \| \| \| \| Alstroemerieae (Alstroemeriaceae s.s) \| \| \| \| |
|                       | Luzuriageae (Luzuriagaceae)                                                                           |
|                       | |
|                       | Alstroemerieae (Alstroemeriaceae s.s)                                                                 |
|                       | |

|  | Luzuriageae (Luzuriagaceae)           |
|  |                                       |
|  | Alstroemerieae (Alstroemeriaceae s.s) |
|  |                                       |

|  | Rhipogonaceae |
|  |               |
|  | Philesiaceae  |
|  |               |

|  | Smilacaceae |
|  |             |
|  | Liliaceae   |
|  |             |

|  | Rhipogonaceae |
|  |               |
|  | Philesiaceae  |
|  |               |

|  | Smilacaceae |
|  |             |
|  | Liliaceae   |
|  |             |

| Alstroemeriaceae s.l. | \| \| Luzuriageae (Luzuriagaceae) \| \| \| \| \| \| Alstroemerieae (Alstroemeriaceae s.s) \| \| \| \| |
|                       | \| \| Luzuriageae (Luzuriagaceae) \| \| \| \| \| \| Alstroemerieae (Alstroemeriaceae s.s) \| \| \| \| |
|                       | Luzuriageae (Luzuriagaceae)                                                                           |
|                       | |
|                       | Alstroemerieae (Alstroemeriaceae s.s)                                                                 |
|                       | |

|  | Luzuriageae (Luzuriagaceae)           |
|  |                                       |
|  | Alstroemerieae (Alstroemeriaceae s.s) |
|  |                                       |

| Alstroemeriaceae s.l. | \| \| Luzuriageae (Luzuriagaceae) \| \| \| \| \| \| Alstroemerieae (Alstroemeriaceae s.s) \| \| \| \| |
|                       | \| \| Luzuriageae (Luzuriagaceae) \| \| \| \| \| \| Alstroemerieae (Alstroemeriaceae s.s) \| \| \| \| |
|                       | Luzuriageae (Luzuriagaceae)                                                                           |
|                       | |
|                       | Alstroemerieae (Alstroemeriaceae s.s)                                                                 |
|                       | |

|  | Luzuriageae (Luzuriagaceae)           |
|  |                                       |
|  | Alstroemerieae (Alstroemeriaceae s.s) |
|  |                                       |

| Alstroemeriaceae s.l. | \| \| Luzuriageae (Luzuriagaceae) \| \| \| \| \| \| Alstroemerieae (Alstroemeriaceae s.s) \| \| \| \| |
|                       | \| \| Luzuriageae (Luzuriagaceae) \| \| \| \| \| \| Alstroemerieae (Alstroemeriaceae s.s) \| \| \| \| |
|                       | Luzuriageae (Luzuriagaceae)                                                                           |
|                       | |
|                       | Alstroemerieae (Alstroemeriaceae s.s)                                                                 |
|                       | |

|  | Luzuriageae (Luzuriagaceae)           |
|  |                                       |
|  | Alstroemerieae (Alstroemeriaceae s.s) |
|  |                                       |

| Alstroemeriaceae s.l. | \| \| Luzuriageae (Luzuriagaceae) \| \| \| \| \| \| Alstroemerieae (Alstroemeriaceae s.s) \| \| \| \| |
|                       | \| \| Luzuriageae (Luzuriagaceae) \| \| \| \| \| \| Alstroemerieae (Alstroemeriaceae s.s) \| \| \| \| |
|                       | Luzuriageae (Luzuriagaceae)                                                                           |
|                       | |
|                       | Alstroemerieae (Alstroemeriaceae s.s)                                                                 |
|                       | |

|  | Luzuriageae (Luzuriagaceae)           |
|  |                                       |
|  | Alstroemerieae (Alstroemeriaceae s.s) |
|  |                                       |

|  | Rhipogonaceae |
|  |               |
|  | Philesiaceae  |
|  |               |

|  | Smilacaceae |
|  |             |
|  | Liliaceae   |
|  |             |

|  | Rhipogonaceae |
|  |               |
|  | Philesiaceae  |
|  |               |

|  | Smilacaceae |
|  |             |
|  | Liliaceae   |
|  |             |

| Alstroemeriaceae s.l. | \| \| Luzuriageae (Luzuriagaceae) \| \| \| \| \| \| Alstroemerieae (Alstroemeriaceae s.s) \| \| \| \| |
|                       | \| \| Luzuriageae (Luzuriagaceae) \| \| \| \| \| \| Alstroemerieae (Alstroemeriaceae s.s) \| \| \| \| |
|                       | Luzuriageae (Luzuriagaceae)                                                                           |
|                       | |
|                       | Alstroemerieae (Alstroemeriaceae s.s)                                                                 |
|                       | |

|  | Luzuriageae (Luzuriagaceae)           |
|  |                                       |
|  | Alstroemerieae (Alstroemeriaceae s.s) |
|  |                                       |

| Alstroemeriaceae s.l. | \| \| Luzuriageae (Luzuriagaceae) \| \| \| \| \| \| Alstroemerieae (Alstroemeriaceae s.s) \| \| \| \| |
|                       | \| \| Luzuriageae (Luzuriagaceae) \| \| \| \| \| \| Alstroemerieae (Alstroemeriaceae s.s) \| \| \| \| |
|                       | Luzuriageae (Luzuriagaceae)                                                                           |
|                       | |
|                       | Alstroemerieae (Alstroemeriaceae s.s)                                                                 |
|                       | |

|  | Luzuriageae (Luzuriagaceae)           |
|  |                                       |
|  | Alstroemerieae (Alstroemeriaceae s.s) |
|  |                                       |

| Alstroemeriaceae s.l. | \| \| Luzuriageae (Luzuriagaceae) \| \| \| \| \| \| Alstroemerieae (Alstroemeriaceae s.s) \| \| \| \| |
|                       | \| \| Luzuriageae (Luzuriagaceae) \| \| \| \| \| \| Alstroemerieae (Alstroemeriaceae s.s) \| \| \| \| |
|                       | Luzuriageae (Luzuriagaceae)                                                                           |
|                       | |
|                       | Alstroemerieae (Alstroemeriaceae s.s)                                                                 |
|                       | |

|  | Luzuriageae (Luzuriagaceae)           |
|  |                                       |
|  | Alstroemerieae (Alstroemeriaceae s.s) |
|  |                                       |

| Alstroemeriaceae s.l. | \| \| Luzuriageae (Luzuriagaceae) \| \| \| \| \| \| Alstroemerieae (Alstroemeriaceae s.s) \| \| \| \| |
|                       | \| \| Luzuriageae (Luzuriagaceae) \| \| \| \| \| \| Alstroemerieae (Alstroemeriaceae s.s) \| \| \| \| |
|                       | Luzuriageae (Luzuriagaceae)                                                                           |
|                       | |
|                       | Alstroemerieae (Alstroemeriaceae s.s)                                                                 |
|                       | |

|  | Luzuriageae (Luzuriagaceae)           |
|  |                                       |
|  | Alstroemerieae (Alstroemeriaceae s.s) |
|  |                                       |

|  | Rhipogonaceae |
|  |               |
|  | Philesiaceae  |
|  |               |

|  | Smilacaceae |
|  |             |
|  | Liliaceae   |
|  |             |

|  | Rhipogonaceae |
|  |               |
|  | Philesiaceae  |
|  |               |

|  | Smilacaceae |
|  |             |
|  | Liliaceae   |
|  |             |

| Alstroemeriaceae s.l. | \| \| Luzuriageae (Luzuriagaceae) \| \| \| \| \| \| Alstroemerieae (Alstroemeriaceae s.s) \| \| \| \| |
|                       | \| \| Luzuriageae (Luzuriagaceae) \| \| \| \| \| \| Alstroemerieae (Alstroemeriaceae s.s) \| \| \| \| |
|                       | Luzuriageae (Luzuriagaceae)                                                                           |
|                       | |
|                       | Alstroemerieae (Alstroemeriaceae s.s)                                                                 |
|                       | |

|  | Luzuriageae (Luzuriagaceae)           |
|  |                                       |
|  | Alstroemerieae (Alstroemeriaceae s.s) |
|  |                                       |

| Alstroemeriaceae s.l. | \| \| Luzuriageae (Luzuriagaceae) \| \| \| \| \| \| Alstroemerieae (Alstroemeriaceae s.s) \| \| \| \| |
|                       | \| \| Luzuriageae (Luzuriagaceae) \| \| \| \| \| \| Alstroemerieae (Alstroemeriaceae s.s) \| \| \| \| |
|                       | Luzuriageae (Luzuriagaceae)                                                                           |
|                       | |
|                       | Alstroemerieae (Alstroemeriaceae s.s)                                                                 |
|                       | |

|  | Luzuriageae (Luzuriagaceae)           |
|  |                                       |
|  | Alstroemerieae (Alstroemeriaceae s.s) |
|  |                                       |

| Alstroemeriaceae s.l. | \| \| Luzuriageae (Luzuriagaceae) \| \| \| \| \| \| Alstroemerieae (Alstroemeriaceae s.s) \| \| \| \| |
|                       | \| \| Luzuriageae (Luzuriagaceae) \| \| \| \| \| \| Alstroemerieae (Alstroemeriaceae s.s) \| \| \| \| |
|                       | Luzuriageae (Luzuriagaceae)                                                                           |
|                       | |
|                       | Alstroemerieae (Alstroemeriaceae s.s)                                                                 |
|                       | |

|  | Luzuriageae (Luzuriagaceae)           |
|  |                                       |
|  | Alstroemerieae (Alstroemeriaceae s.s) |
|  |                                       |

| Alstroemeriaceae s.l. | \| \| Luzuriageae (Luzuriagaceae) \| \| \| \| \| \| Alstroemerieae (Alstroemeriaceae s.s) \| \| \| \| |
|                       | \| \| Luzuriageae (Luzuriagaceae) \| \| \| \| \| \| Alstroemerieae (Alstroemeriaceae s.s) \| \| \| \| |
|                       | Luzuriageae (Luzuriagaceae)                                                                           |
|                       | |
|                       | Alstroemerieae (Alstroemeriaceae s.s)                                                                 |
|                       | |

|  | Luzuriageae (Luzuriagaceae)           |
|  |                                       |
|  | Alstroemerieae (Alstroemeriaceae s.s) |
|  |                                       |

|  | Rhipogonaceae |
|  |               |
|  | Philesiaceae  |
|  |               |

|  | Smilacaceae |
|  |             |
|  | Liliaceae   |
|  |             |

|  | Rhipogonaceae |
|  |               |
|  | Philesiaceae  |
|  |               |

|  | Smilacaceae |
|  |             |
|  | Liliaceae   |
|  |             |

| Alstroemeriaceae s.l. | \| \| Luzuriageae (Luzuriagaceae) \| \| \| \| \| \| Alstroemerieae (Alstroemeriaceae s.s) \| \| \| \| |
|                       | \| \| Luzuriageae (Luzuriagaceae) \| \| \| \| \| \| Alstroemerieae (Alstroemeriaceae s.s) \| \| \| \| |
|                       | Luzuriageae (Luzuriagaceae)                                                                           |
|                       | |
|                       | Alstroemerieae (Alstroemeriaceae s.s)                                                                 |
|                       | |

|  | Luzuriageae (Luzuriagaceae)           |
|  |                                       |
|  | Alstroemerieae (Alstroemeriaceae s.s) |
|  |                                       |

| Alstroemeriaceae s.l. | \| \| Luzuriageae (Luzuriagaceae) \| \| \| \| \| \| Alstroemerieae (Alstroemeriaceae s.s) \| \| \| \| |
|                       | \| \| Luzuriageae (Luzuriagaceae) \| \| \| \| \| \| Alstroemerieae (Alstroemeriaceae s.s) \| \| \| \| |
|                       | Luzuriageae (Luzuriagaceae)                                                                           |
|                       | |
|                       | Alstroemerieae (Alstroemeriaceae s.s)                                                                 |
|                       | |

|  | Luzuriageae (Luzuriagaceae)           |
|  |                                       |
|  | Alstroemerieae (Alstroemeriaceae s.s) |
|  |                                       |

| Alstroemeriaceae s.l. | \| \| Luzuriageae (Luzuriagaceae) \| \| \| \| \| \| Alstroemerieae (Alstroemeriaceae s.s) \| \| \| \| |
|                       | \| \| Luzuriageae (Luzuriagaceae) \| \| \| \| \| \| Alstroemerieae (Alstroemeriaceae s.s) \| \| \| \| |
|                       | Luzuriageae (Luzuriagaceae)                                                                           |
|                       | |
|                       | Alstroemerieae (Alstroemeriaceae s.s)                                                                 |
|                       | |

|  | Luzuriageae (Luzuriagaceae)           |
|  |                                       |
|  | Alstroemerieae (Alstroemeriaceae s.s) |
|  |                                       |

| Alstroemeriaceae s.l. | \| \| Luzuriageae (Luzuriagaceae) \| \| \| \| \| \| Alstroemerieae (Alstroemeriaceae s.s) \| \| \| \| |
|                       | \| \| Luzuriageae (Luzuriagaceae) \| \| \| \| \| \| Alstroemerieae (Alstroemeriaceae s.s) \| \| \| \| |
|                       | Luzuriageae (Luzuriagaceae)                                                                           |
|                       | |
|                       | Alstroemerieae (Alstroemeriaceae s.s)                                                                 |
|                       | |

|  | Luzuriageae (Luzuriagaceae)           |
|  |                                       |
|  | Alstroemerieae (Alstroemeriaceae s.s) |
|  |                                       |

|  | Rhipogonaceae |
|  |               |
|  | Philesiaceae  |
|  |               |

|  | Smilacaceae |
|  |             |
|  | Liliaceae   |
|  |             |

|  | Rhipogonaceae |
|  |               |
|  | Philesiaceae  |
|  |               |

|  | Smilacaceae |
|  |             |
|  | Liliaceae   |
|  |             |

| Alstroemeriaceae s.l. | \| \| Luzuriageae (Luzuriagaceae) \| \| \| \| \| \| Alstroemerieae (Alstroemeriaceae s.s) \| \| \| \| |
|                       | \| \| Luzuriageae (Luzuriagaceae) \| \| \| \| \| \| Alstroemerieae (Alstroemeriaceae s.s) \| \| \| \| |
|                       | Luzuriageae (Luzuriagaceae)                                                                           |
|                       | |
|                       | Alstroemerieae (Alstroemeriaceae s.s)                                                                 |
|                       | |

|  | Luzuriageae (Luzuriagaceae)           |
|  |                                       |
|  | Alstroemerieae (Alstroemeriaceae s.s) |
|  |                                       |

| Alstroemeriaceae s.l. | \| \| Luzuriageae (Luzuriagaceae) \| \| \| \| \| \| Alstroemerieae (Alstroemeriaceae s.s) \| \| \| \| |
|                       | \| \| Luzuriageae (Luzuriagaceae) \| \| \| \| \| \| Alstroemerieae (Alstroemeriaceae s.s) \| \| \| \| |
|                       | Luzuriageae (Luzuriagaceae)                                                                           |
|                       | |
|                       | Alstroemerieae (Alstroemeriaceae s.s)                                                                 |
|                       | |

|  | Luzuriageae (Luzuriagaceae)           |
|  |                                       |
|  | Alstroemerieae (Alstroemeriaceae s.s) |
|  |                                       |

| Alstroemeriaceae s.l. | \| \| Luzuriageae (Luzuriagaceae) \| \| \| \| \| \| Alstroemerieae (Alstroemeriaceae s.s) \| \| \| \| |
|                       | \| \| Luzuriageae (Luzuriagaceae) \| \| \| \| \| \| Alstroemerieae (Alstroemeriaceae s.s) \| \| \| \| |
|                       | Luzuriageae (Luzuriagaceae)                                                                           |
|                       | |
|                       | Alstroemerieae (Alstroemeriaceae s.s)                                                                 |
|                       | |

|  | Luzuriageae (Luzuriagaceae)           |
|  |                                       |
|  | Alstroemerieae (Alstroemeriaceae s.s) |
|  |                                       |

| Alstroemeriaceae s.l. | \| \| Luzuriageae (Luzuriagaceae) \| \| \| \| \| \| Alstroemerieae (Alstroemeriaceae s.s) \| \| \| \| |
|                       | \| \| Luzuriageae (Luzuriagaceae) \| \| \| \| \| \| Alstroemerieae (Alstroemeriaceae s.s) \| \| \| \| |
|                       | Luzuriageae (Luzuriagaceae)                                                                           |
|                       | |
|                       | Alstroemerieae (Alstroemeriaceae s.s)                                                                 |
|                       | |

|  | Luzuriageae (Luzuriagaceae)           |
|  |                                       |
|  | Alstroemerieae (Alstroemeriaceae s.s) |
|  |                                       |

|  | Rhipogonaceae |
|  |               |
|  | Philesiaceae  |
|  |               |

|  | Smilacaceae |
|  |             |
|  | Liliaceae   |
|  |             |

|  | Rhipogonaceae |
|  |               |
|  | Philesiaceae  |
|  |               |

|  | Smilacaceae |
|  |             |
|  | Liliaceae   |
|  |             |

| Alstroemeriaceae s.l. | \| \| Luzuriageae (Luzuriagaceae) \| \| \| \| \| \| Alstroemerieae (Alstroemeriaceae s.s) \| \| \| \| |
|                       | \| \| Luzuriageae (Luzuriagaceae) \| \| \| \| \| \| Alstroemerieae (Alstroemeriaceae s.s) \| \| \| \| |
|                       | Luzuriageae (Luzuriagaceae)                                                                           |
|                       | |
|                       | Alstroemerieae (Alstroemeriaceae s.s)                                                                 |
|                       | |

|  | Luzuriageae (Luzuriagaceae)           |
|  |                                       |
|  | Alstroemerieae (Alstroemeriaceae s.s) |
|  |                                       |

| Alstroemeriaceae s.l. | \| \| Luzuriageae (Luzuriagaceae) \| \| \| \| \| \| Alstroemerieae (Alstroemeriaceae s.s) \| \| \| \| |
|                       | \| \| Luzuriageae (Luzuriagaceae) \| \| \| \| \| \| Alstroemerieae (Alstroemeriaceae s.s) \| \| \| \| |
|                       | Luzuriageae (Luzuriagaceae)                                                                           |
|                       | |
|                       | Alstroemerieae (Alstroemeriaceae s.s)                                                                 |
|                       | |

|  | Luzuriageae (Luzuriagaceae)           |
|  |                                       |
|  | Alstroemerieae (Alstroemeriaceae s.s) |
|  |                                       |

| Alstroemeriaceae s.l. | \| \| Luzuriageae (Luzuriagaceae) \| \| \| \| \| \| Alstroemerieae (Alstroemeriaceae s.s) \| \| \| \| |
|                       | \| \| Luzuriageae (Luzuriagaceae) \| \| \| \| \| \| Alstroemerieae (Alstroemeriaceae s.s) \| \| \| \| |
|                       | Luzuriageae (Luzuriagaceae)                                                                           |
|                       | |
|                       | Alstroemerieae (Alstroemeriaceae s.s)                                                                 |
|                       | |

|  | Luzuriageae (Luzuriagaceae)           |
|  |                                       |
|  | Alstroemerieae (Alstroemeriaceae s.s) |
|  |                                       |

| Alstroemeriaceae s.l. | \| \| Luzuriageae (Luzuriagaceae) \| \| \| \| \| \| Alstroemerieae (Alstroemeriaceae s.s) \| \| \| \| |
|                       | \| \| Luzuriageae (Luzuriagaceae) \| \| \| \| \| \| Alstroemerieae (Alstroemeriaceae s.s) \| \| \| \| |
|                       | Luzuriageae (Luzuriagaceae)                                                                           |
|                       | |
|                       | Alstroemerieae (Alstroemeriaceae s.s)                                                                 |
|                       | |

|  | Luzuriageae (Luzuriagaceae)           |
|  |                                       |
|  | Alstroemerieae (Alstroemeriaceae s.s) |
|  |                                       |

|  | Rhipogonaceae |
|  |               |
|  | Philesiaceae  |
|  |               |

|  | Smilacaceae |
|  |             |
|  | Liliaceae   |
|  |             |

|  | Rhipogonaceae |
|  |               |
|  | Philesiaceae  |
|  |               |

|  | Smilacaceae |
|  |             |
|  | Liliaceae   |
|  |             |

| Alstroemeriaceae s.l. | \| \| Luzuriageae (Luzuriagaceae) \| \| \| \| \| \| Alstroemerieae (Alstroemeriaceae s.s) \| \| \| \| |
|                       | \| \| Luzuriageae (Luzuriagaceae) \| \| \| \| \| \| Alstroemerieae (Alstroemeriaceae s.s) \| \| \| \| |
|                       | Luzuriageae (Luzuriagaceae)                                                                           |
|                       | |
|                       | Alstroemerieae (Alstroemeriaceae s.s)                                                                 |
|                       | |

|  | Luzuriageae (Luzuriagaceae)           |
|  |                                       |
|  | Alstroemerieae (Alstroemeriaceae s.s) |
|  |                                       |

| Alstroemeriaceae s.l. | \| \| Luzuriageae (Luzuriagaceae) \| \| \| \| \| \| Alstroemerieae (Alstroemeriaceae s.s) \| \| \| \| |
|                       | \| \| Luzuriageae (Luzuriagaceae) \| \| \| \| \| \| Alstroemerieae (Alstroemeriaceae s.s) \| \| \| \| |
|                       | Luzuriageae (Luzuriagaceae)                                                                           |
|                       | |
|                       | Alstroemerieae (Alstroemeriaceae s.s)                                                                 |
|                       | |

|  | Luzuriageae (Luzuriagaceae)           |
|  |                                       |
|  | Alstroemerieae (Alstroemeriaceae s.s) |
|  |                                       |

| Alstroemeriaceae s.l. | \| \| Luzuriageae (Luzuriagaceae) \| \| \| \| \| \| Alstroemerieae (Alstroemeriaceae s.s) \| \| \| \| |
|                       | \| \| Luzuriageae (Luzuriagaceae) \| \| \| \| \| \| Alstroemerieae (Alstroemeriaceae s.s) \| \| \| \| |
|                       | Luzuriageae (Luzuriagaceae)                                                                           |
|                       | |
|                       | Alstroemerieae (Alstroemeriaceae s.s)                                                                 |
|                       | |

|  | Luzuriageae (Luzuriagaceae)           |
|  |                                       |
|  | Alstroemerieae (Alstroemeriaceae s.s) |
|  |                                       |

| Alstroemeriaceae s.l. | \| \| Luzuriageae (Luzuriagaceae) \| \| \| \| \| \| Alstroemerieae (Alstroemeriaceae s.s) \| \| \| \| |
|                       | \| \| Luzuriageae (Luzuriagaceae) \| \| \| \| \| \| Alstroemerieae (Alstroemeriaceae s.s) \| \| \| \| |
|                       | Luzuriageae (Luzuriagaceae)                                                                           |
|                       | |
|                       | Alstroemerieae (Alstroemeriaceae s.s)                                                                 |
|                       | |

|  | Luzuriageae (Luzuriagaceae)           |
|  |                                       |
|  | Alstroemerieae (Alstroemeriaceae s.s) |
|  |                                       |

|  | Rhipogonaceae |
|  |               |
|  | Philesiaceae  |
|  |               |

|  | Smilacaceae |
|  |             |
|  | Liliaceae   |
|  |             |

|  | Rhipogonaceae |
|  |               |
|  | Philesiaceae  |
|  |               |

|  | Smilacaceae |
|  |             |
|  | Liliaceae   |
|  |             |

| Alstroemeriaceae s.l. | \| \| Luzuriageae (Luzuriagaceae) \| \| \| \| \| \| Alstroemerieae (Alstroemeriaceae s.s) \| \| \| \| |
|                       | \| \| Luzuriageae (Luzuriagaceae) \| \| \| \| \| \| Alstroemerieae (Alstroemeriaceae s.s) \| \| \| \| |
|                       | Luzuriageae (Luzuriagaceae)                                                                           |
|                       | |
|                       | Alstroemerieae (Alstroemeriaceae s.s)                                                                 |
|                       | |

|  | Luzuriageae (Luzuriagaceae)           |
|  |                                       |
|  | Alstroemerieae (Alstroemeriaceae s.s) |
|  |                                       |

| Alstroemeriaceae s.l. | \| \| Luzuriageae (Luzuriagaceae) \| \| \| \| \| \| Alstroemerieae (Alstroemeriaceae s.s) \| \| \| \| |
|                       | \| \| Luzuriageae (Luzuriagaceae) \| \| \| \| \| \| Alstroemerieae (Alstroemeriaceae s.s) \| \| \| \| |
|                       | Luzuriageae (Luzuriagaceae)                                                                           |
|                       | |
|                       | Alstroemerieae (Alstroemeriaceae s.s)                                                                 |
|                       | |

|  | Luzuriageae (Luzuriagaceae)           |
|  |                                       |
|  | Alstroemerieae (Alstroemeriaceae s.s) |
|  |                                       |

| Alstroemeriaceae s.l. | \| \| Luzuriageae (Luzuriagaceae) \| \| \| \| \| \| Alstroemerieae (Alstroemeriaceae s.s) \| \| \| \| |
|                       | \| \| Luzuriageae (Luzuriagaceae) \| \| \| \| \| \| Alstroemerieae (Alstroemeriaceae s.s) \| \| \| \| |
|                       | Luzuriageae (Luzuriagaceae)                                                                           |
|                       | |
|                       | Alstroemerieae (Alstroemeriaceae s.s)                                                                 |
|                       | |

|  | Luzuriageae (Luzuriagaceae)           |
|  |                                       |
|  | Alstroemerieae (Alstroemeriaceae s.s) |
|  |                                       |

| Alstroemeriaceae s.l. | \| \| Luzuriageae (Luzuriagaceae) \| \| \| \| \| \| Alstroemerieae (Alstroemeriaceae s.s) \| \| \| \| |
|                       | \| \| Luzuriageae (Luzuriagaceae) \| \| \| \| \| \| Alstroemerieae (Alstroemeriaceae s.s) \| \| \| \| |
|                       | Luzuriageae (Luzuriagaceae)                                                                           |
|                       | |
|                       | Alstroemerieae (Alstroemeriaceae s.s)                                                                 |
|                       | |

|  | Luzuriageae (Luzuriagaceae)           |
|  |                                       |
|  | Alstroemerieae (Alstroemeriaceae s.s) |
|  |                                       |

|  | Rhipogonaceae |
|  |               |
|  | Philesiaceae  |
|  |               |

|  | Smilacaceae |
|  |             |
|  | Liliaceae   |
|  |             |

|  | Rhipogonaceae |
|  |               |
|  | Philesiaceae  |
|  |               |

|  | Smilacaceae |
|  |             |
|  | Liliaceae   |
|  |             |

| Alstroemeriaceae s.l. | \| \| Luzuriageae (Luzuriagaceae) \| \| \| \| \| \| Alstroemerieae (Alstroemeriaceae s.s) \| \| \| \| |
|                       | \| \| Luzuriageae (Luzuriagaceae) \| \| \| \| \| \| Alstroemerieae (Alstroemeriaceae s.s) \| \| \| \| |
|                       | Luzuriageae (Luzuriagaceae)                                                                           |
|                       | |
|                       | Alstroemerieae (Alstroemeriaceae s.s)                                                                 |
|                       | |

|  | Luzuriageae (Luzuriagaceae)           |
|  |                                       |
|  | Alstroemerieae (Alstroemeriaceae s.s) |
|  |                                       |

| Alstroemeriaceae s.l. | \| \| Luzuriageae (Luzuriagaceae) \| \| \| \| \| \| Alstroemerieae (Alstroemeriaceae s.s) \| \| \| \| |
|                       | \| \| Luzuriageae (Luzuriagaceae) \| \| \| \| \| \| Alstroemerieae (Alstroemeriaceae s.s) \| \| \| \| |
|                       | Luzuriageae (Luzuriagaceae)                                                                           |
|                       | |
|                       | Alstroemerieae (Alstroemeriaceae s.s)                                                                 |
|                       | |

|  | Luzuriageae (Luzuriagaceae)           |
|  |                                       |
|  | Alstroemerieae (Alstroemeriaceae s.s) |
|  |                                       |

| Alstroemeriaceae s.l. | \| \| Luzuriageae (Luzuriagaceae) \| \| \| \| \| \| Alstroemerieae (Alstroemeriaceae s.s) \| \| \| \| |
|                       | \| \| Luzuriageae (Luzuriagaceae) \| \| \| \| \| \| Alstroemerieae (Alstroemeriaceae s.s) \| \| \| \| |
|                       | Luzuriageae (Luzuriagaceae)                                                                           |
|                       | |
|                       | Alstroemerieae (Alstroemeriaceae s.s)                                                                 |
|                       | |

|  | Luzuriageae (Luzuriagaceae)           |
|  |                                       |
|  | Alstroemerieae (Alstroemeriaceae s.s) |
|  |                                       |

| Alstroemeriaceae s.l. | \| \| Luzuriageae (Luzuriagaceae) \| \| \| \| \| \| Alstroemerieae (Alstroemeriaceae s.s) \| \| \| \| |
|                       | \| \| Luzuriageae (Luzuriagaceae) \| \| \| \| \| \| Alstroemerieae (Alstroemeriaceae s.s) \| \| \| \| |
|                       | Luzuriageae (Luzuriagaceae)                                                                           |
|                       | |
|                       | Alstroemerieae (Alstroemeriaceae s.s)                                                                 |
|                       | |

|  | Luzuriageae (Luzuriagaceae)           |
|  |                                       |
|  | Alstroemerieae (Alstroemeriaceae s.s) |
|  |                                       |

|  | Rhipogonaceae |
|  |               |
|  | Philesiaceae  |
|  |               |

|  | Smilacaceae |
|  |             |
|  | Liliaceae   |
|  |             |

|  | Rhipogonaceae |
|  |               |
|  | Philesiaceae  |
|  |               |

|  | Smilacaceae |
|  |             |
|  | Liliaceae   |
|  |             |

| Alstroemeriaceae s.l. | \| \| Luzuriageae (Luzuriagaceae) \| \| \| \| \| \| Alstroemerieae (Alstroemeriaceae s.s) \| \| \| \| |
|                       | \| \| Luzuriageae (Luzuriagaceae) \| \| \| \| \| \| Alstroemerieae (Alstroemeriaceae s.s) \| \| \| \| |
|                       | Luzuriageae (Luzuriagaceae)                                                                           |
|                       | |
|                       | Alstroemerieae (Alstroemeriaceae s.s)                                                                 |
|                       | |

|  | Luzuriageae (Luzuriagaceae)           |
|  |                                       |
|  | Alstroemerieae (Alstroemeriaceae s.s) |
|  |                                       |

| Alstroemeriaceae s.l. | \| \| Luzuriageae (Luzuriagaceae) \| \| \| \| \| \| Alstroemerieae (Alstroemeriaceae s.s) \| \| \| \| |
|                       | \| \| Luzuriageae (Luzuriagaceae) \| \| \| \| \| \| Alstroemerieae (Alstroemeriaceae s.s) \| \| \| \| |
|                       | Luzuriageae (Luzuriagaceae)                                                                           |
|                       | |
|                       | Alstroemerieae (Alstroemeriaceae s.s)                                                                 |
|                       | |

|  | Luzuriageae (Luzuriagaceae)           |
|  |                                       |
|  | Alstroemerieae (Alstroemeriaceae s.s) |
|  |                                       |

| Alstroemeriaceae s.l. | \| \| Luzuriageae (Luzuriagaceae) \| \| \| \| \| \| Alstroemerieae (Alstroemeriaceae s.s) \| \| \| \| |
|                       | \| \| Luzuriageae (Luzuriagaceae) \| \| \| \| \| \| Alstroemerieae (Alstroemeriaceae s.s) \| \| \| \| |
|                       | Luzuriageae (Luzuriagaceae)                                                                           |
|                       | |
|                       | Alstroemerieae (Alstroemeriaceae s.s)                                                                 |
|                       | |

|  | Luzuriageae (Luzuriagaceae)           |
|  |                                       |
|  | Alstroemerieae (Alstroemeriaceae s.s) |
|  |                                       |

| Alstroemeriaceae s.l. | \| \| Luzuriageae (Luzuriagaceae) \| \| \| \| \| \| Alstroemerieae (Alstroemeriaceae s.s) \| \| \| \| |
|                       | \| \| Luzuriageae (Luzuriagaceae) \| \| \| \| \| \| Alstroemerieae (Alstroemeriaceae s.s) \| \| \| \| |
|                       | Luzuriageae (Luzuriagaceae)                                                                           |
|                       | |
|                       | Alstroemerieae (Alstroemeriaceae s.s)                                                                 |
|                       | |

|  | Luzuriageae (Luzuriagaceae)           |
|  |                                       |
|  | Alstroemerieae (Alstroemeriaceae s.s) |
|  |                                       |

|  | Rhipogonaceae |
|  |               |
|  | Philesiaceae  |
|  |               |

|  | Smilacaceae |
|  |             |
|  | Liliaceae   |
|  |             |

|  | Rhipogonaceae |
|  |               |
|  | Philesiaceae  |
|  |               |

|  | Smilacaceae |
|  |             |
|  | Liliaceae   |
|  |             |

| Alstroemeriaceae s.l. | \| \| Luzuriageae (Luzuriagaceae) \| \| \| \| \| \| Alstroemerieae (Alstroemeriaceae s.s) \| \| \| \| |
|                       | \| \| Luzuriageae (Luzuriagaceae) \| \| \| \| \| \| Alstroemerieae (Alstroemeriaceae s.s) \| \| \| \| |
|                       | Luzuriageae (Luzuriagaceae)                                                                           |
|                       | |
|                       | Alstroemerieae (Alstroemeriaceae s.s)                                                                 |
|                       | |

|  | Luzuriageae (Luzuriagaceae)           |
|  |                                       |
|  | Alstroemerieae (Alstroemeriaceae s.s) |
|  |                                       |

| Alstroemeriaceae s.l. | \| \| Luzuriageae (Luzuriagaceae) \| \| \| \| \| \| Alstroemerieae (Alstroemeriaceae s.s) \| \| \| \| |
|                       | \| \| Luzuriageae (Luzuriagaceae) \| \| \| \| \| \| Alstroemerieae (Alstroemeriaceae s.s) \| \| \| \| |
|                       | Luzuriageae (Luzuriagaceae)                                                                           |
|                       | |
|                       | Alstroemerieae (Alstroemeriaceae s.s)                                                                 |
|                       | |

|  | Luzuriageae (Luzuriagaceae)           |
|  |                                       |
|  | Alstroemerieae (Alstroemeriaceae s.s) |
|  |                                       |

| Alstroemeriaceae s.l. | \| \| Luzuriageae (Luzuriagaceae) \| \| \| \| \| \| Alstroemerieae (Alstroemeriaceae s.s) \| \| \| \| |
|                       | \| \| Luzuriageae (Luzuriagaceae) \| \| \| \| \| \| Alstroemerieae (Alstroemeriaceae s.s) \| \| \| \| |
|                       | Luzuriageae (Luzuriagaceae)                                                                           |
|                       | |
|                       | Alstroemerieae (Alstroemeriaceae s.s)                                                                 |
|                       | |

|  | Luzuriageae (Luzuriagaceae)           |
|  |                                       |
|  | Alstroemerieae (Alstroemeriaceae s.s) |
|  |                                       |

| Alstroemeriaceae s.l. | \| \| Luzuriageae (Luzuriagaceae) \| \| \| \| \| \| Alstroemerieae (Alstroemeriaceae s.s) \| \| \| \| |
|                       | \| \| Luzuriageae (Luzuriagaceae) \| \| \| \| \| \| Alstroemerieae (Alstroemeriaceae s.s) \| \| \| \| |
|                       | Luzuriageae (Luzuriagaceae)                                                                           |
|                       | |
|                       | Alstroemerieae (Alstroemeriaceae s.s)                                                                 |
|                       | |

|  | Luzuriageae (Luzuriagaceae)           |
|  |                                       |
|  | Alstroemerieae (Alstroemeriaceae s.s) |
|  |                                       |

|  | Rhipogonaceae |
|  |               |
|  | Philesiaceae  |
|  |               |

|  | Smilacaceae |
|  |             |
|  | Liliaceae   |
|  |             |

|  | Rhipogonaceae |
|  |               |
|  | Philesiaceae  |
|  |               |

|  | Smilacaceae |
|  |             |
|  | Liliaceae   |
|  |             |

| Alstroemeriaceae s.l. | \| \| Luzuriageae (Luzuriagaceae) \| \| \| \| \| \| Alstroemerieae (Alstroemeriaceae s.s) \| \| \| \| |
|                       | \| \| Luzuriageae (Luzuriagaceae) \| \| \| \| \| \| Alstroemerieae (Alstroemeriaceae s.s) \| \| \| \| |
|                       | Luzuriageae (Luzuriagaceae)                                                                           |
|                       | |
|                       | Alstroemerieae (Alstroemeriaceae s.s)                                                                 |
|                       | |

|  | Luzuriageae (Luzuriagaceae)           |
|  |                                       |
|  | Alstroemerieae (Alstroemeriaceae s.s) |
|  |                                       |

| Alstroemeriaceae s.l. | \| \| Luzuriageae (Luzuriagaceae) \| \| \| \| \| \| Alstroemerieae (Alstroemeriaceae s.s) \| \| \| \| |
|                       | \| \| Luzuriageae (Luzuriagaceae) \| \| \| \| \| \| Alstroemerieae (Alstroemeriaceae s.s) \| \| \| \| |
|                       | Luzuriageae (Luzuriagaceae)                                                                           |
|                       | |
|                       | Alstroemerieae (Alstroemeriaceae s.s)                                                                 |
|                       | |

|  | Luzuriageae (Luzuriagaceae)           |
|  |                                       |
|  | Alstroemerieae (Alstroemeriaceae s.s) |
|  |                                       |

| Alstroemeriaceae s.l. | \| \| Luzuriageae (Luzuriagaceae) \| \| \| \| \| \| Alstroemerieae (Alstroemeriaceae s.s) \| \| \| \| |
|                       | \| \| Luzuriageae (Luzuriagaceae) \| \| \| \| \| \| Alstroemerieae (Alstroemeriaceae s.s) \| \| \| \| |
|                       | Luzuriageae (Luzuriagaceae)                                                                           |
|                       | |
|                       | Alstroemerieae (Alstroemeriaceae s.s)                                                                 |
|                       | |

|  | Luzuriageae (Luzuriagaceae)           |
|  |                                       |
|  | Alstroemerieae (Alstroemeriaceae s.s) |
|  |                                       |

| Alstroemeriaceae s.l. | \| \| Luzuriageae (Luzuriagaceae) \| \| \| \| \| \| Alstroemerieae (Alstroemeriaceae s.s) \| \| \| \| |
|                       | \| \| Luzuriageae (Luzuriagaceae) \| \| \| \| \| \| Alstroemerieae (Alstroemeriaceae s.s) \| \| \| \| |
|                       | Luzuriageae (Luzuriagaceae)                                                                           |
|                       | |
|                       | Alstroemerieae (Alstroemeriaceae s.s)                                                                 |
|                       | |

|  | Luzuriageae (Luzuriagaceae)           |
|  |                                       |
|  | Alstroemerieae (Alstroemeriaceae s.s) |
|  |                                       |

|  | Rhipogonaceae |
|  |               |
|  | Philesiaceae  |
|  |               |

|  | Smilacaceae |
|  |             |
|  | Liliaceae   |
|  |             |

|  | Rhipogonaceae |
|  |               |
|  | Philesiaceae  |
|  |               |

|  | Smilacaceae |
|  |             |
|  | Liliaceae   |
|  |             |

| Alstroemeriaceae s.l. | \| \| Luzuriageae (Luzuriagaceae) \| \| \| \| \| \| Alstroemerieae (Alstroemeriaceae s.s) \| \| \| \| |
|                       | \| \| Luzuriageae (Luzuriagaceae) \| \| \| \| \| \| Alstroemerieae (Alstroemeriaceae s.s) \| \| \| \| |
|                       | Luzuriageae (Luzuriagaceae)                                                                           |
|                       | |
|                       | Alstroemerieae (Alstroemeriaceae s.s)                                                                 |
|                       | |

|  | Luzuriageae (Luzuriagaceae)           |
|  |                                       |
|  | Alstroemerieae (Alstroemeriaceae s.s) |
|  |                                       |

| Alstroemeriaceae s.l. | \| \| Luzuriageae (Luzuriagaceae) \| \| \| \| \| \| Alstroemerieae (Alstroemeriaceae s.s) \| \| \| \| |
|                       | \| \| Luzuriageae (Luzuriagaceae) \| \| \| \| \| \| Alstroemerieae (Alstroemeriaceae s.s) \| \| \| \| |
|                       | Luzuriageae (Luzuriagaceae)                                                                           |
|                       | |
|                       | Alstroemerieae (Alstroemeriaceae s.s)                                                                 |
|                       | |

|  | Luzuriageae (Luzuriagaceae)           |
|  |                                       |
|  | Alstroemerieae (Alstroemeriaceae s.s) |
|  |                                       |

| Alstroemeriaceae s.l. | \| \| Luzuriageae (Luzuriagaceae) \| \| \| \| \| \| Alstroemerieae (Alstroemeriaceae s.s) \| \| \| \| |
|                       | \| \| Luzuriageae (Luzuriagaceae) \| \| \| \| \| \| Alstroemerieae (Alstroemeriaceae s.s) \| \| \| \| |
|                       | Luzuriageae (Luzuriagaceae)                                                                           |
|                       | |
|                       | Alstroemerieae (Alstroemeriaceae s.s)                                                                 |
|                       | |

|  | Luzuriageae (Luzuriagaceae)           |
|  |                                       |
|  | Alstroemerieae (Alstroemeriaceae s.s) |
|  |                                       |

| Alstroemeriaceae s.l. | \| \| Luzuriageae (Luzuriagaceae) \| \| \| \| \| \| Alstroemerieae (Alstroemeriaceae s.s) \| \| \| \| |
|                       | \| \| Luzuriageae (Luzuriagaceae) \| \| \| \| \| \| Alstroemerieae (Alstroemeriaceae s.s) \| \| \| \| |
|                       | Luzuriageae (Luzuriagaceae)                                                                           |
|                       | |
|                       | Alstroemerieae (Alstroemeriaceae s.s)                                                                 |
|                       | |

|  | Luzuriageae (Luzuriagaceae)           |
|  |                                       |
|  | Alstroemerieae (Alstroemeriaceae s.s) |
|  |                                       |

|  | Rhipogonaceae |
|  |               |
|  | Philesiaceae  |
|  |               |

|  | Smilacaceae |
|  |             |
|  | Liliaceae   |
|  |             |

|  | Rhipogonaceae |
|  |               |
|  | Philesiaceae  |
|  |               |

|  | Smilacaceae |
|  |             |
|  | Liliaceae   |
|  |             |

| Alstroemeriaceae s.l. | \| \| Luzuriageae (Luzuriagaceae) \| \| \| \| \| \| Alstroemerieae (Alstroemeriaceae s.s) \| \| \| \| |
|                       | \| \| Luzuriageae (Luzuriagaceae) \| \| \| \| \| \| Alstroemerieae (Alstroemeriaceae s.s) \| \| \| \| |
|                       | Luzuriageae (Luzuriagaceae)                                                                           |
|                       | |
|                       | Alstroemerieae (Alstroemeriaceae s.s)                                                                 |
|                       | |

|  | Luzuriageae (Luzuriagaceae)           |
|  |                                       |
|  | Alstroemerieae (Alstroemeriaceae s.s) |
|  |                                       |

| Alstroemeriaceae s.l. | \| \| Luzuriageae (Luzuriagaceae) \| \| \| \| \| \| Alstroemerieae (Alstroemeriaceae s.s) \| \| \| \| |
|                       | \| \| Luzuriageae (Luzuriagaceae) \| \| \| \| \| \| Alstroemerieae (Alstroemeriaceae s.s) \| \| \| \| |
|                       | Luzuriageae (Luzuriagaceae)                                                                           |
|                       | |
|                       | Alstroemerieae (Alstroemeriaceae s.s)                                                                 |
|                       | |

|  | Luzuriageae (Luzuriagaceae)           |
|  |                                       |
|  | Alstroemerieae (Alstroemeriaceae s.s) |
|  |                                       |

| Alstroemeriaceae s.l. | \| \| Luzuriageae (Luzuriagaceae) \| \| \| \| \| \| Alstroemerieae (Alstroemeriaceae s.s) \| \| \| \| |
|                       | \| \| Luzuriageae (Luzuriagaceae) \| \| \| \| \| \| Alstroemerieae (Alstroemeriaceae s.s) \| \| \| \| |
|                       | Luzuriageae (Luzuriagaceae)                                                                           |
|                       | |
|                       | Alstroemerieae (Alstroemeriaceae s.s)                                                                 |
|                       | |

|  | Luzuriageae (Luzuriagaceae)           |
|  |                                       |
|  | Alstroemerieae (Alstroemeriaceae s.s) |
|  |                                       |

| Alstroemeriaceae s.l. | \| \| Luzuriageae (Luzuriagaceae) \| \| \| \| \| \| Alstroemerieae (Alstroemeriaceae s.s) \| \| \| \| |
|                       | \| \| Luzuriageae (Luzuriagaceae) \| \| \| \| \| \| Alstroemerieae (Alstroemeriaceae s.s) \| \| \| \| |
|                       | Luzuriageae (Luzuriagaceae)                                                                           |
|                       | |
|                       | Alstroemerieae (Alstroemeriaceae s.s)                                                                 |
|                       | |

|  | Luzuriageae (Luzuriagaceae)           |
|  |                                       |
|  | Alstroemerieae (Alstroemeriaceae s.s) |
|  |                                       |

|  | Rhipogonaceae |
|  |               |
|  | Philesiaceae  |
|  |               |

|  | Smilacaceae |
|  |             |
|  | Liliaceae   |
|  |             |

|  | Rhipogonaceae |
|  |               |
|  | Philesiaceae  |
|  |               |

|  | Smilacaceae |
|  |             |
|  | Liliaceae   |
|  |             |